# المصلة (السبرة)

تعديل مصدري - تعديل

المصلة محلة تابعة لقرية بيت العودي، التابعة لعزلة بلادالشعيبي السفلى بمديرية السبرة إحدى مديريات محافظة إب في الجمهورية اليمنية.، بلغ تعداد سكانها 113 حسب تعداد اليمن لعام 2004.